# PB-7
PB-7 – radziecki pływający samochód pancerny skonstruowany w drugiej połowie lat 30.

## Historia
Jeszcze w przed zakończeniem prób samochodu pancernego PB-4 w Zakładach Iżorskich uznano, że niemożliwe będzie spełnienie wszystkich wymagań RKKA i usunięcie wykrytych wad tego pojazdu. Dlatego w 1936 roku rozpoczęto projektowanie kolejnego pływającego samochodu pancernego. Tym razem wykorzystano podwozie nowszego samochody terenowego GAZ-3A (później planowano zastosowanie podwozi GAZ-30 lub GAZ-32 o napędzie 6x6). Było to podwozie trójosiowe, Na przedniej osi znajdowały się koła pojedyncze, na tylnych podwójne. Dodatkowo do boków kadłuba były zamocowane dwa pojedyncze koła zapasowe. Koła zapasowe osadzano na osiach dzięki czemu ułatwiały pokonywanie przeszkód terenowych. Opony 6.50-20. Na koła tylnych mostów można było założyć gąsienice typu Overoll. Napęd zapewniał czterocylindrowy silnik gaźnikowy o mocy 50 kM. Pojemność zbiorników paliwa 45 litrów.
Na podwoziu osadzono pancerny kadłub zespawany z blach o grubości 8 mm (przód), 6 mm (boki i tył), 4 mm (strop i dno). Na kadłubie, nad tylnymi kołami zamocowano niewielką, obrotową wieżę pancerną wykonaną z blach pancernych o grubości 8 mm. W wieży zamocowany był karabin maszynowy SzKAS.
PB-7 był pojazdem pływającym. Napęd w wodzie zapewniała trójpiórowa śruba okrętowa napędzana równocześnie z kołami tylnych mostów. Rolę sterów miały pełnić przednie koła.
Już w 1936 roku Zarząd Pancerno-Samochodowy Armii Czerwonej zamówił 50 samochodów pancernych PB-7 (5 z nich miało być wyposażonych w radiostacje). Prace przeciągnęły się i pierwsze dwa pojazdy prototypowe dostarczono w 1937 roku (według planu miało w tym roku powstać pięć wozów wyposażonych w radiostacje). Badania na Kubince wykazały, że pomimo zmniejszenia masy w porównaniu z PB-4 podwozie PB-7 jest nadal przeciążone, sterowność w wodzie niska, a pojazd nadal ma problemy z wyjazdem na nieumocniony brzeg. Negatywne wyniki prób spowodowały, że z produkcji następnych egzemplarzy zrezygnowano. Ponieważ kolejny raz ujawniły się wady podwozia 6x4, a w ZSRR nie produkowano na większą skalę żadnego ciężkiego pojazdu 6x6 RKKA zrezygnowała z kontynuowania prac nad pływającymi samochodami pancernymi uznając że ich zadania mogą z powodzeniem wypełniać czołgi pływające.